# Fântânele, Dâmbovița
Fântânele este un sat în comuna Cojasca din județul Dâmbovița, Muntenia, România.

## Personalități
- Ion Onoriu (1937 - 1998), acordeonist

 Acest articol despre o localitate din județul Dâmbovița este deocamdată un ciot. Puteți ajuta Wikipedia prin completarea lui.